# József Tóth (1929)
József Tóth (Mersevát, 16 de maio de 1929 – 9 de outubro de 2017) foi um futebolista e treinador húngaro, que atuava como atacante.

## Carreira
József Tóth fez parte do elenco da Seleção Húngara de Futebol, na Copa do Mundo de 1954.

## Títulos
- Vice - Copa do Mundo de 1954